# David Mourao-Ferreira
David Mourão-Ferreira (Lisboa, 24 de febrer de 1927 - ibíd., 16 de juny de 1996) va ser un escriptor i poeta portuguès. El 1981 va ser escollit com Sócio Correspondente en la càtedra núm. 5 de l'Academia Brasileira de Letras.

## Biografia
Mourão-Ferreira va néixer a Lisboa, fill de David Ferreira i Teresa de Jesus Ferro Mourão. Va tenir un germà que es deia Jaime. Va estudiar filologia romànica a la Universitat de Lisboa, graduant-se el 1951. El 1957, va començar a impartir classes en aquesta universitat.
Mourão-Ferreira va treballar en diversos diaris i revistes, com a Seara Nova i el Diário Popular, sent director del diari A Capital i de la revista Colóquio-Letras. A més a més, el 1950, va ser un dels cofundadors de la revista Távola Rodona. Entre 1963 i 1973, va ser secretari general de la Sociedade Portuguesa de Autores. També va ser Ministre de Cultura entre 1976 i 1978 i el 1979. El 1981, Mourão-Ferreira va ser condecorat amb l'Orde de Sant Jaume de l'espasa.
Mourão-Ferreira va estar casat amb Maria Eulália Barbosa Valentim de Carvalho, amb qui va tenir dos fills: David Carvalho i Adelaide Constança.

## Obres
Es va dedicar sobretot a cultivar la poesia, incorporant formes tant populars com cultes procedents de la tradició clàssica. A tota la seva obra predomina la temàtica amorosa.

### Poemaris
- 1950 - A Secreta Viagem
- 1954 - Tempestade de Verão (Premi Delfim Guimarães)
- 1958 - Os Quatro Cantos do Tempo
- 1962 - In Meae
- 1962 -  ou A Arte de Amar
- 1966 - Do Tempo ao Coração
- 1967 - A Arte de Amar (compendi d'obres anteriors)
- 1969 - Lira de Bolso
- 1971 - Cancioneiro de Natal (Premi Nacional de Poesia)
- 1973 - Matura Idade
- 1974 - Sonetos do Cativo
- 1976 - As Lições do Fogo
- 1980 - Obra Poética
- 1985 - Os Ramos e os Remos
- 1988 - Obra Poética, 1948-1988
- 1994 - Música de Cama (antologia)

### Obres de ficció
- 1959 - Gaivotas em Terra (Premi Ricardo Malheiros)
- 1968 - Os Amantes
- 1980 - As Quatro Estações
- 1986 - Um Amor Feliz
- 1987 - Duas Histórias de Lisboa